# Берега в Сен-Маммесе
«Берега в Сен-Маммесе» («Берег реки в Сен-Маммесе») — картина художника-импрессиониста Альфреда Сислея из собрания Государственного Эрмитажа.
На картине изображена река, её дальний берег высокий с редкими деревьями, среди которых угадываются отдельные строения, справа виден мост через Луэн. На ближнем берегу несколько стаффажных фигур, справа лодочный сарай. На ясном голубом небе небольшие белые облака. Слева внизу подпись художника и дата: Sisley. 84.
В 1880 году Альфред Сислей в целях экономии средств переехал из Парижа в окрестности городка Море-сюр-Луэн. Возле этого городка находится посёлок Сен-Маммес, расположенный на берегу реки Луэн, являющейся притоком Сены. В Море Сислей жил до конца своей жизни и написал множество картин, в том числе и «Берега в Сен-Маммесе».
Картина написана ранней весной 1884 года. В фондах Лувра хранится альбом с рисунками Сислея, который он вёл в начале 1884 года, на листе 22 находится эскизный набросок карандашом эрмитажной картины (инвентарный № RF 11596, 22). 7 марта Сислей писал своему маршану Полю Дюран-Рюэлю:

«Я вновь взялся за дело, и сейчас у меня в работе несколько полотен (берега реки). Хотел бы максимально использовать погожие дни и не отрываться от мольберта. Вы очень порадовали бы меня, прислав мне 400 фр., а я через две недели доставлю Вам всё, что сделаю».

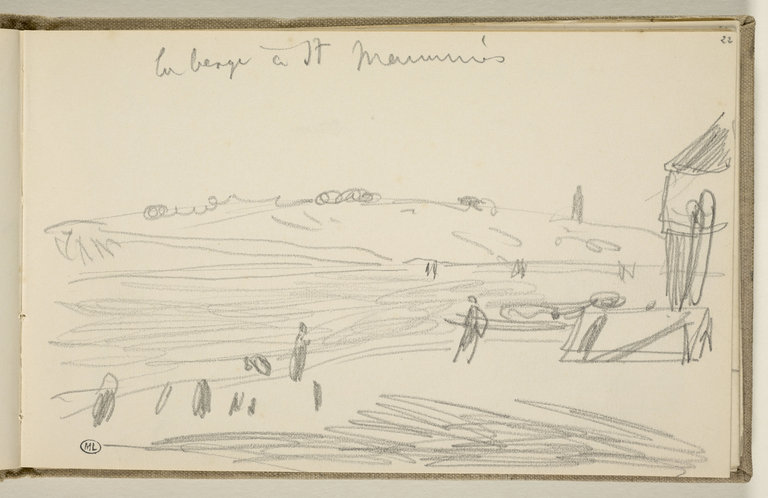
Берега в Сен-Маммесе. Рисунок Сислея из Луврского альбома, лист 22
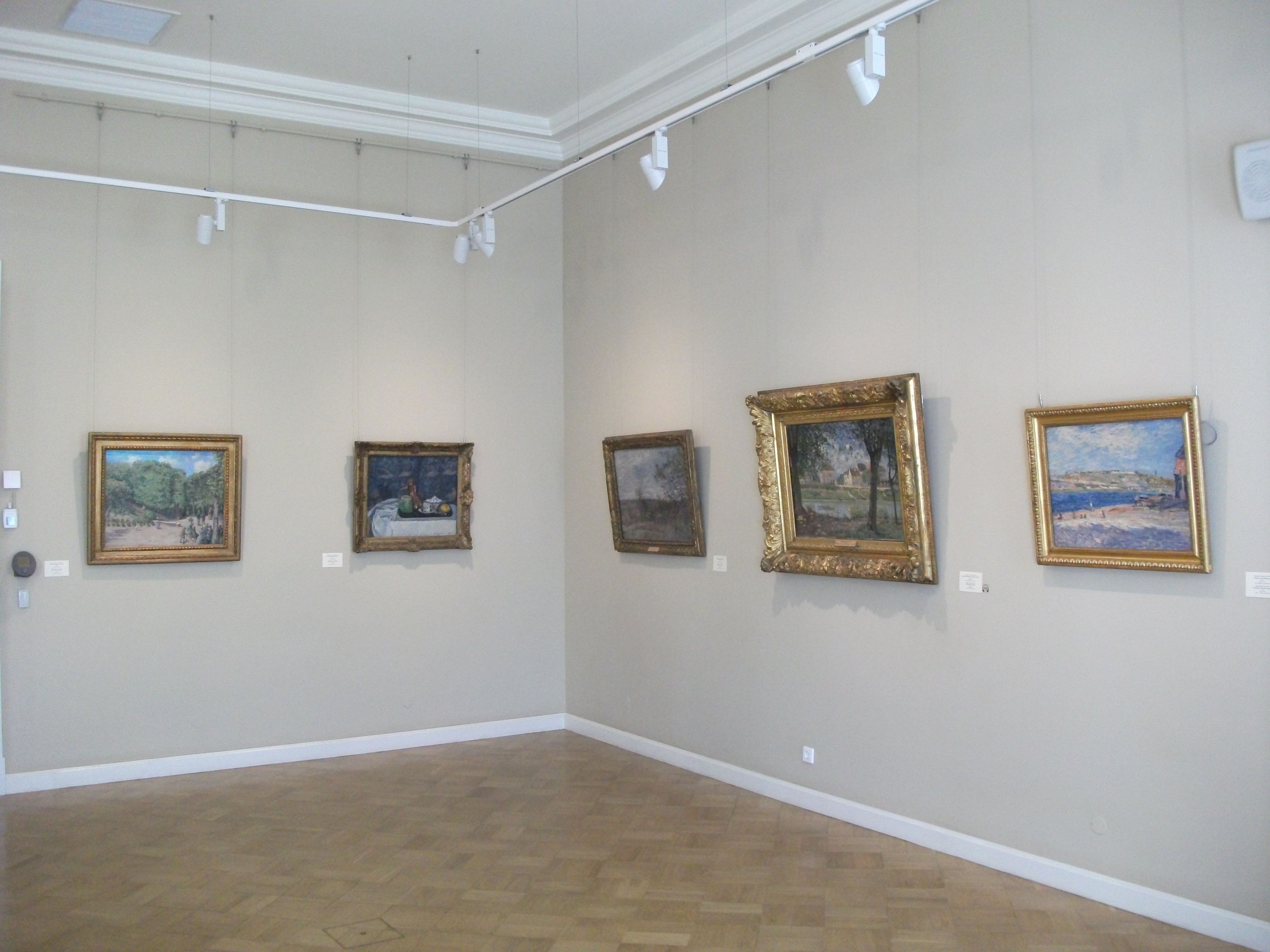
Здание Главного штаба. Картина в зале Камиля Писсарро и Альфреда Сислея. Правая сторона.

Сислей сдержал своё обещание и уже 24 марта 1884 года готовая картина поступила в галерею Дюран-Рюэля. Однако лишь в 1907 году её за 20000 франков приобрёл московский купец и коллекционер И. А. Морозов. После Октябрьской революции собрание Морозова было национализировано и с 1923 года картина находилась в Государственном музее нового западного искусства. В 1948 году ГМНЗИ был расформирован и картина была передана в Государственный Эрмитаж. С конца 2014 года выставляется на четвёртом этаже здания Главного штаба, зал 406 (зал Альфреда Сислея и Камиля Писсарро).
Главный научный сотрудник Отдела западноевропейского изобразительного искусства Государственного Эрмитажа А. Г. Костеневич описывая картину отмечал:

В картине «Берега в Сен-Маммесе» небо, река, пологий ближний берег и высокий противоположный написаны крупными, но в то же время деликатными прерывистыми мазками, в которых заключены и вибрация воздуха, и струение воды, и общий органический ритм природы.